# Oberschlesien (zespół muzyczny)
Oberschlesien – polski zespół muzyczny, wykonujący industrial metal, założony w 2008 roku w Piekarach Śląskich z inicjatywy Marcela Różanki. Cechą charakterystyczną grupy są teksty utworów tworzone w etnolekcie śląskim i koncentrujące się głównie na tematach związanych z Górnym Śląskiem. Często jest ona porównywana do niemieckiego zespołu Rammstein z powodu podobieństwa brzmienia, stosowania efektów pirotechnicznych na koncertach, a także popularności wykonywanego przez nią coveru jednego z utworów tego zespołu.

## Nazwa
Nazwa zespołu, Oberschlesien wiąże się z pochodzeniem jego członków i jest historyczną, niemieckojęzyczną nazwą Górnego Śląska, a także zwyczajowo używanym w czasach współczesnych określeniem wobec tego regionu przez jego mieszkańców.

## Historia

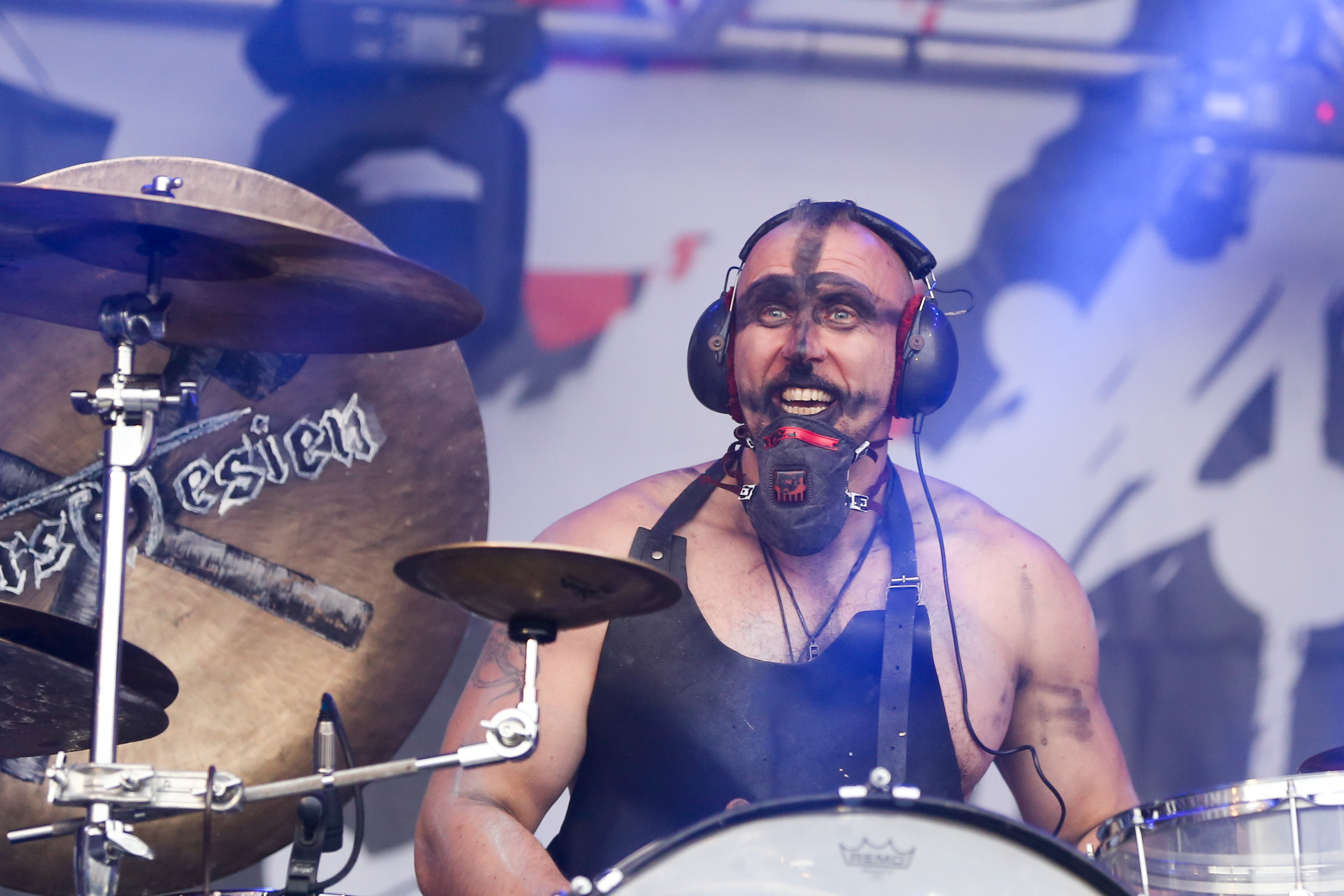
Marcel Różanka podczas występu na Przystanku Woodstock w 2016 roku

Zespół został założony w Piekarach Śląskich z inicjatywy perkusisty Marcela Różanki. W 2008 roku Różanka podjął współpracę z wokalistą Michałem Stawińskim, zaś niedługo później skład zespołu uzupełnili basista Wojciech Jasielski, gitarzyści Adam Jurczyński i Jacek Krok oraz klawiszowiec Mateusz Buhl. W ramach promocji zespołu poza Górnym Śląskiem Michał Stawiński jako jego reprezentant wziął udział w drugiej edycji programu X Factor, w którym po przejściu precastingów i castingów w Zabrzu dotarł do finałowych przesłuchań w Warszawie. W lutym 2012 roku ukazał się debiutancki, wydany na CD i zawierający dwa utwory singel grupy, noszący tytuł „Hajmat 2012”.
Zespół zyskał popularność w 2012 roku za sprawą wzięcia udziału w czwartej edycji emitowanego w telewizji Polsat talent show Must Be the Music. Tylko muzyka. W programie tym grupa wykonała utwór „Jo chca”, będący coverem utworu „Ich will” autorstwa niemieckiego zespołu Rammstein i ostatecznie zajęła drugie miejsce.
4 grudnia 2013 roku Oberschlesien wydał swój pierwszy album studyjny, zatytułowany I. Niedługo później zespół ruszył w promującą go ogólnopolską trasę koncertową. W maju 2014 roku trzech członków zespołu: Marcel Różanka, Michał Stawiński i Jacek Krok zagrali w filmie krótkometrażowym Ostatni strzał, który wygrał zorganizowaną w Katowicach drugą edycję festiwalu 48 Hour Film Project, a także przyniósł Jackowi Krokowi nagrodę dla najlepszego aktora festiwalu. Film ten wraz z pięcioma innymi kompozycjami znalazł się na wydanym w tym samym roku w limitowanej liczbie egzemplarzy albumie wideo, zatytułowanym Oberschlesien Mini DVD. We wrześniu 2014 roku ukazał się w internecie singel i teledysk, noszący tytuł „To nie sen” i będący zapowiedzią nowego albumu zespołu. Ponadto, w tym samym miesiącu Oberschlesien ruszył w trasę koncertową po Polsce i Wielkiej Brytanii.

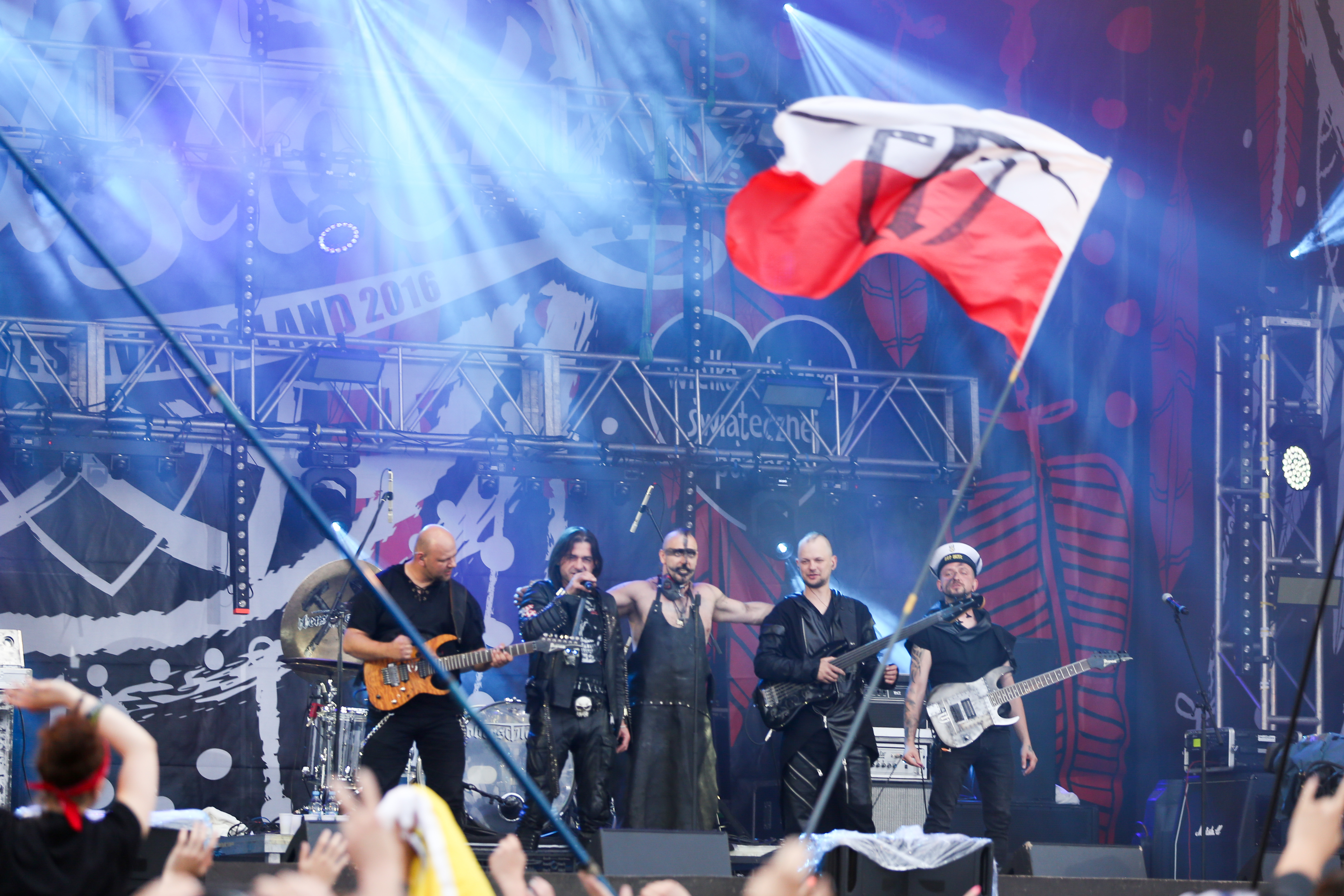
Zespół podczas występu na Przystanku Woodstock w 2016 roku

15 kwietnia 2015 roku zespół opublikował w sieci singel z teledyskiem „Król Olch”, którego tekst został oparty na balladzie Król elfów autorstwa Johanna Wolfganga von Goethego, z kolei 24 kwietnia miała miejsce premiera drugiego albumu studyjnego grupy, zatytułowanego II. 31 października 2015 roku Oberschlesien zagrał w Bytomiu dwa koncerty z orkiestrą Opery Śląskiej pod batutą Adama Sztaby, w listopadzie natomiast miała miejsce premiera promujących najnowszy album singli z teledyskami „Samotny” oraz „Orzeł”. W kwietniu 2016 roku zespół wydał zapowiadający album koncertowy z materiałem zarejestrowanym podczas jednego z bytomskich koncertów z 2015 roku singel i teledysk „Futer” oraz wystąpił z orkiestrą Opery Śląskiej w Domu Muzyki i Tańca w Zabrzu, z kolei 7 października w budynku Opery Śląskiej w Bytomiu zagrał koncert akustyczny. 2016 rok to dla Oberschlesien również występy na festiwalu w Jarocinie oraz Przystanku Woodstock, a także wydanie 10 listopada singla „Cichociemni”, będącego hołdem dla Cichociemnych Spadochroniarzy Armii Krajowej i kultywujących ich tradycję żołnierzy Jednostki Wojskowej GROM. Singel ten został stworzony w dwóch wersjach: akustycznej z teledyskiem oraz tzw. elektrycznej.
8 lutego 2017 roku czterech muzyków zespołu, a także ekipa techniczna i menedżer podjęli decyzję o zakończeniu współpracy z Marcelem Różanką i zarazem odejściu z Oberschlesien. Muzycy ci wraz z Michałem Stawińskim, który odszedł z grupy kilka dni później oraz perkusistą Filipem Oczkowskim założyli nowy zespół, który nazwali NeuOberschlesien. 
28 lutego 2017 roku zespół wydał album koncertowy, noszący tytuł Oberschlesien & Adam Sztaba Symfonicznie. 26 marca do internetu trafił promujący wydawnictwo singel i teledysk „Jadymy durch”, natomiast pięć dni później odbyła się premiera wersji wideo albumu. 13 października 2017 roku Oberschlesien zagrał w Starochorzowskim Domu Kultury w Chorzowie pierwszy koncert w nowym składzie, na którym zaprezentował także trzy nowe utwory.
26 kwietnia 2019 roku zespół Oberschlesien wydał nowego singla o tytule „Frankynsztajn”, który jest zapowiedzią trzeciego albumu.

## Muzyka i teksty
Muzyka grupy Oberschlesien opiera się na industrialnym brzmieniu, a inspiracją dla niej była muzyka zespołu Rammstein, który, jak podkreślili w jednym z wywiadów Marcel Różanka i Michał Stawiński jest ich „muzycznym guru”. Pierwszymi utworami, jakie członkowie zespołu zagrali razem po jego założeniu, były trzy utwory Rammsteina. Niemniej jednak, jak mówił Różanka w innym wywiadzie nie tylko ta niemiecka grupa posłużyła za wzór dla muzyki jego zespołu: 

Moją największą inspiracją były zespoły elektroniczne z lat 80. Na nich się wychowałem: Depeche Mode, Kraftwerk, a także zespoły new romantic. Poza tym także – mocne granie, jak AC/DC, Black Sabbath czy Accept. Ja się nie zamykam na żadną muzykę, inspiruje mnie wiele rzeczy.

Po zmianach personalnych z lutego 2017 roku Marcel Różanka zapowiedział, że grupa zachowa swoje industrialne brzmienie, aczkolwiek je unowocześni i wprowadzi do niego elementy m.in. rapu.

Teksty z kolei tworzone są w etnolekcie śląskim i przede wszystkim podejmują tematykę związaną z Górnym Śląskiem. Mają na celu promowanie tego regionu, a także podkreślenie nacechowanych patriotyzmem uczuć wyrażanych wobec niego przez członków grupy. Takie podejście do tworzenia tekstów przejawiał Marcel Różanka jeszcze przed założeniem zespołu, o czym mówił w ten sposób: 

Kiedy marzyłem o założeniu zespołu Oberschlesien, jeszcze na długo zanim zacząłem szukać muzyków do tego pomysłu, jedno mi przyświecało, było dla mnie jasne i niepodważalne - mój zespół ma grać po śląsku i z szacunkiem do tożsamości śląskiej we wszystkich aspektach z tym związanych.

## Skład
Na podstawie.
| Obecny skład zespołu - Marcel „Marschal” Różanka - perkusja (od 2008) - Grzegorz „Brecha” Badora (od 2017) - Radosław „Redvard” Dolański (od 2017) - Tomasz „Haja” Dawid (od 2017) - Dawid „Nagi” Nagiet (od 2017) - Radosław Matysek (z zespołu STRZYGA) - BAS - Sebastian Thiel (od 2020) |  | Byli członkowie zespołu - Jacek Krok – gitara - Bronisław „Bronix” Lewandowski – gitara - Tomasz „Vysnafca” Dyrda – gitara - Marcin „Met” Woroniuk – keyboard - Tomasz Jagiełowicz – keyboard - Wojciech „Jaś” Jasielski – gitara basowa (2008-2017) - Łukasz Sztaba – keyboard - Tomasz Andrzejewski – gitara - Adam Jurczyński – gitara (2008-2017) - Michał „Mody” Stawiński - wokal (2008-2017) - Mateusz „Termit” Buhl – keyboard (2008, od 2017 do 2020) |

## Dyskografia
Albumy studyjne
| Rok  | Tytuł                                                 | Pozycja na liście |
| Rok  | Tytuł                                                 | POL               |
| ---- | ----------------------------------------------------- | ----------------- |
| 2013 | I - Data: 4 grudnia 2013 - Wydawca: Mystic Production | 25                |
| 2015 | II - Data: 24 kwietnia 2015 - Wydawca: S.P. Records   | 11                |
| 2019 | III                                                   |                   |
| 2021 | IV                                                    |                   |

Albumy koncertowe
| Rok  | Tytuł                                                                                   |
| ---- | --------------------------------------------------------------------------------------- |
| 2017 | Oberschlesien & Adam Sztaba Symfonicznie - Data: 28 lutego 2017 - Wydawca: S.P. Records |

Albumy wideo
| Rok  | Tytuł                                                                                  |
| ---- | -------------------------------------------------------------------------------------- |
| 2014 | Oberschlesien Mini DVD - Data: 2014 - Wydawca: S.P. Records                            |
| 2017 | Oberschlesien & Adam Sztaba Symfonicznie - Data: 31 marca 2017 - Wydawca: S.P. Records |

Single
| 2012                                                                          | „Hajmat 2012”   | — | —  | — | —                                        |
| 2014                                                                          | „To nie sen”    | — | —  | 1 | II                                       |
| 2015                                                                          | „Król Olch”     | — | —  | — | II                                       |
| 2015                                                                          | „Samotny”       | — | 29 | — | II                                       |
| 2015                                                                          | „Orzeł”         | — | —  | — | II                                       |
| 2016                                                                          | „Cichociemni”   | — | —  | — | —                                        |
| 2016                                                                          | „Futer”         | — | —  | — | Oberschlesien & Adam Sztaba Symfonicznie |
| 2017                                                                          | „Jadymy durch”  | — | —  | — | Oberschlesien & Adam Sztaba Symfonicznie |
| 2019                                                                          | „Frankynsztajn” | — | —  | — | III                                      |
| „—” oznacza, że singel nie był notowany lub że nie pochodzi z żadnego albumu. |                 |   |    |   |                                          |

Teledyski
| 2014                                                                                | „To nie sen”    | Sławomir Pietrzak | II                                       | [ 41 ] |
| 2015                                                                                | „Samotny”       | Sławomir Pietrzak | II                                       | [ 42 ] |
| 2015                                                                                | „Król Olch”     | MB Group Films    | II                                       | [ 43 ] |
| 2015                                                                                | „Orzeł”         | S.P. Records      | II                                       | [ 44 ] |
| 2016                                                                                | „Cichociemni”   | S.P. Records      | —                                        | [ 45 ] |
| 2016                                                                                | „Futer”         | S.P. Records      | Oberschlesien & Adam Sztaba Symfonicznie | [ 46 ] |
| 2017                                                                                | „Jadymy durch”  | S.P. Records      | Oberschlesien & Adam Sztaba Symfonicznie | [ 47 ] |
| 2019                                                                                | „Frankynsztajn” | WeddingArt Studio | III                                      |        |
| „—” oznacza, że utwór, do którego nakręcono teledysk nie pochodzi z żadnego albumu. |                 |                   |                                          |        |

## Nagrody i wyróżnienia
| Rok  | Kategoria | Nagroda                         | Nota       |
| ---- | --------- | ------------------------------- | ---------- |
| 2012 | IV edycja | Must Be the Music. Tylko muzyka | II miejsce |